# 拉克鲁瓦德拉罗谢特
拉克鲁瓦-德拉罗谢特（法語：La Croix-de-la-Rochette，法語發音：[la kʁwa də la ʁɔʃɛt]）是法国萨瓦省的一个市镇，属于尚贝里区。

## 地理
拉克鲁瓦-德拉罗谢特（45°28'1"N, 6°7'8"E）面积3.04 平方千米，位于法国奥弗涅-罗讷-阿尔卑斯大区萨瓦省，该省份为法国东部省份，历史上为薩伏依的一部分，北起上萨瓦省，西接伊泽尔省和安省，南部和东部与上阿尔卑斯省和意大利接壤。
与拉克鲁瓦-德拉罗谢特接壤的市镇（或旧市镇、城区）包括：圣皮埃尔德苏西、瓦尔热隆拉罗谢特。
拉克鲁瓦-德拉罗谢特的时区为UTC+01:00、UTC+02:00（夏令时）。

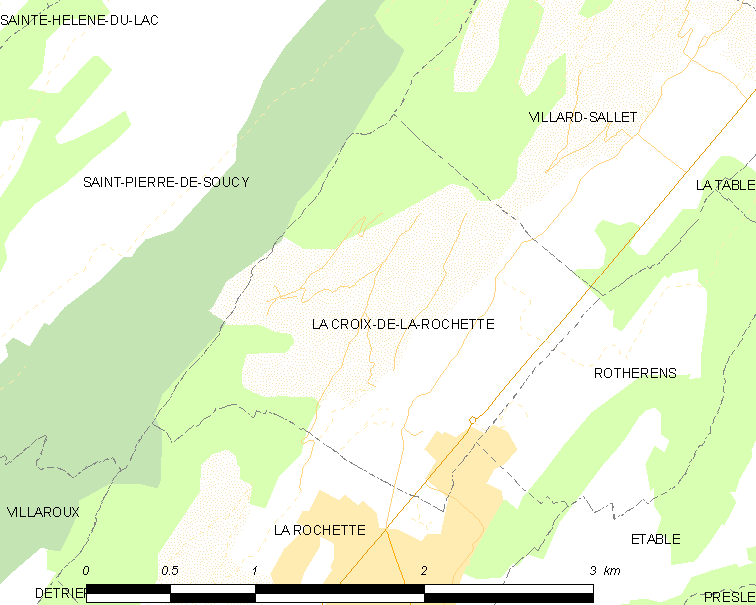
拉克鲁瓦-德拉罗谢特的OSM定位图

## 行政
拉克鲁瓦-德拉罗谢特的邮政编码为73110，INSEE市镇编码为73095。

## 政治
拉克鲁瓦-德拉罗谢特所属的省级选区为蒙梅利扬县。

## 人口

1962-2008年间拉克鲁瓦-德拉罗谢特人口变化图示

拉克鲁瓦-德拉罗谢特于2022年1月1日时的人口数量为382人。